# Liberalización de la energía

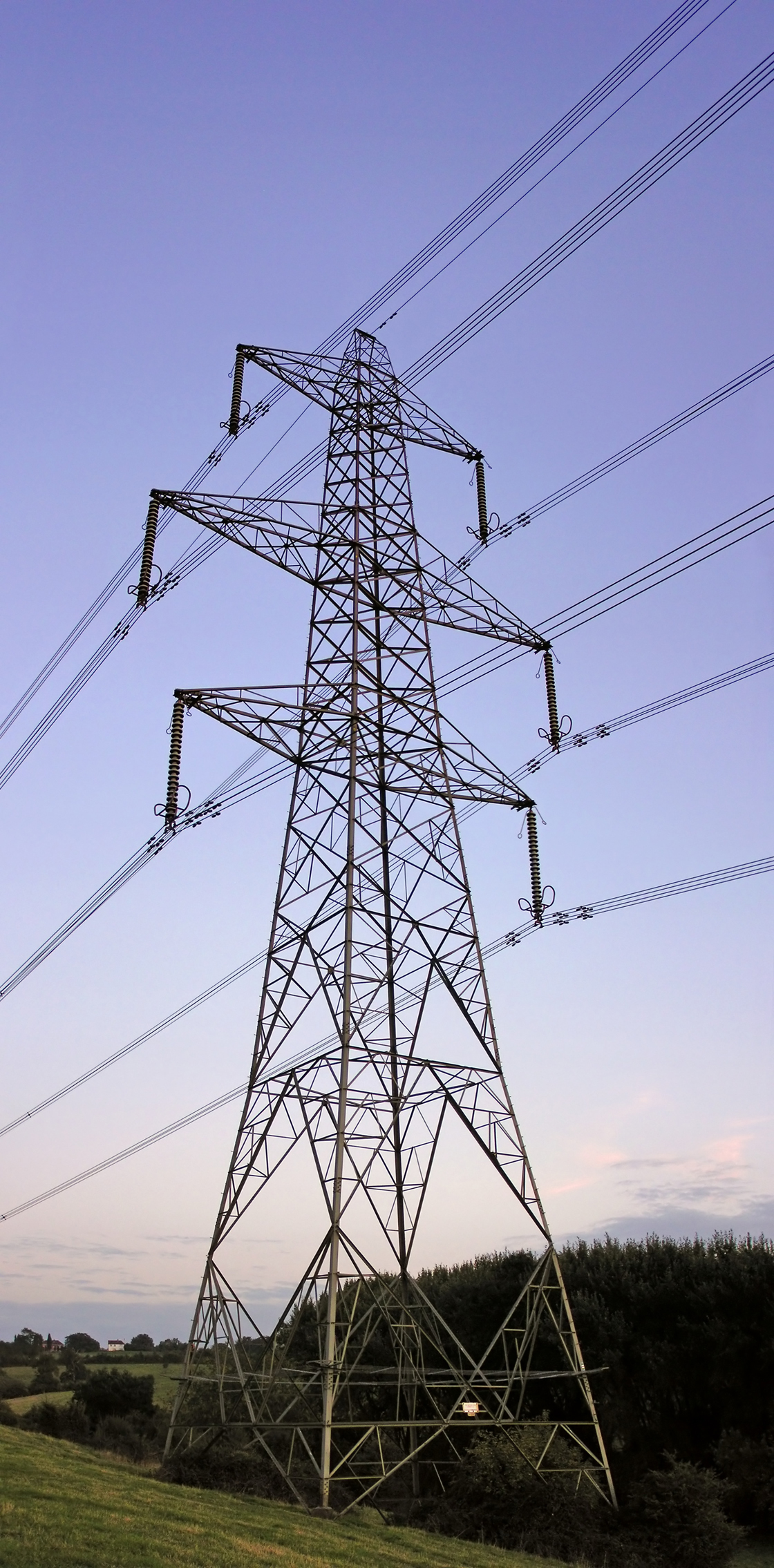
Muchos programas de liberación implican la separación de la responsabilidad corporativa entre la distribución de energía y la generación.

La liberalización de la energía se refiere a la liberalización de los mercados energéticos, con referencia específica a los mercados de generación de electricidad, haciendo llegar una mayor competencia en los mercados de electricidad y gas en interés de crear más mercados competitivos y reducciones en el precio de la privatización. Cómo que el suministro de electricidad es un monopolio natural, esto implica sistemas complejos y costosos de regulación para hacer cumplir un sistema de competición.
Un fuerte impulso para la liberalización se produjo en los mercados energéticos de la Unión Europea en el cambio de milenio, dirigido por las directivas de la Comisión Europea favoreciendo la liberalización del mercado promulgada el 1996, 2003 y 2009. Estos programas fueron apoyados con el interés de incrementar la interconexión de los mercados energéticos europeos y construir un mercado común. Iniciativas similares, en diferentes grados, se han perseguido a naciones de todo el mundo, como Argentina, Chile y los Estados Unidos.
La liberalización de la energía fue impulsada por la Unión Europea con el objetivo de crear un mercado energético más eficaz y competitivo. La liberalización de los sectores del gas y la electricidad supone una separación en las actividades de aprovisionamiento, generación, transformación, transporte, distribución y comercialización.
En España, las primeras comercializadoras eléctricas tras la liberalización de la energía fueron Endesa, Factor Energía y Naturgy, entre otras.